# 山口重兵衛
山口 重兵衛（やまぐち じゅうべえ、1848年9月7日〈嘉永元年8月10日〉 - 1916年〈大正5年〉1月29日）は、日本の政治家、自由民権家、東京府南多摩郡元八王子村下壱分方の名望家、実業家、草履製造業、カトリック信者。

## 経歴
武蔵国多摩郡下壱分方村福岡（のち神奈川県南多摩郡下壱分方村福岡、東京府南多摩郡元八王子村下壱分方福岡、現・東京都八王子市泉町）生まれ。生家は柏木家で、養子となる。普通学を修得する。
実兄柏木豊次郎に随い、実地商工業を伝習する。20歳にして独立の商業者となる。独立商業を営むに至り常に東京、横浜等を往復し敏活商業に従事したため、僅かにしてその家産を増殖する。
耶蘇旧教を信じ、1876年にその洗礼を受け、横浜在留仏国人宣教師テストヴィドに就き天主教旨を学ぶ。山上卓樹とともに福岡部落にカトリックを導入し、仮祭壇は山口重兵衛宅に設けられた。聖瑪利亜会堂や天主堂学校の運営を支えた。
1879年、村会議員に当選する。1891年、南多摩郡県会議員に選ばれる。自由党に入党する。

## 人物
重兵衛は部落民として差別打開の方策を考えていた先覚者の一人である。東京都八王子市泉町の泉町会館の敷地内にある「先覚之碑」に山口重兵衛の名前も刻まれている。
熱心な自由主義者であるが、政治の一方にその心を偏せず、傍ら実業上の事にも注意を怠らなかった。
地価400円以上の土地所有者で、地祖10円以上を納税し、田畑は1町 - 2町程度を所有していたという。